# Gnathochorisis dentifer
Gnathochorisis dentifer là một loài tò vò trong họ Ichneumonidae.